# 2-й Польский корпус (Российская империя)

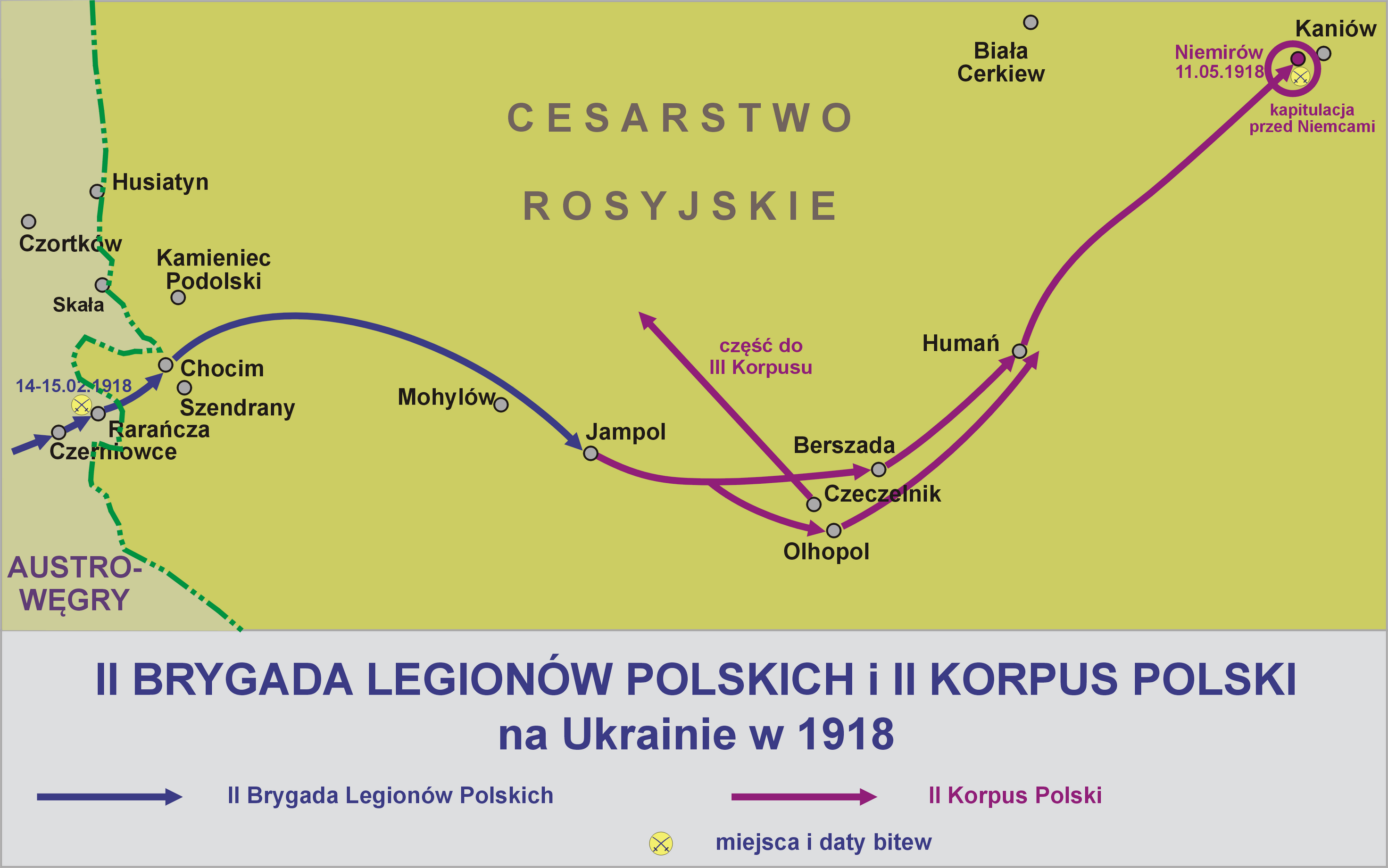
Польская схема пути 2-й бригады польских легионов и 2-го Польского корпуса в 1918 году.

2-й Польский корпус (пол. II Korpus Polski) — корпус Русской императорской армии состоящий из этнических поляков, то есть военнослужащих Русской армии польского происхождения, а также поляков проживавших в Бессарабии.

## История
Идея о создании польского корпуса зародилась во второй половине 1917 года. 2 декабря 1917 года в Кишинёве был создан Исполнительный комитет союза военных поляков Румынского фронта. По решению Главного польского военного комитета корпус был создан 21 декабря 1917 года в городе Сороки.
Корпус состоял из этнических поляков которые воевали на Румынском и Юго-Западном фронте, а также поляков проживавших в Бессарабии. При поддержке командующего Румынского фронта генерала Дмитрия Григорьевича Щербачёва в городе Сучава была сформирована пехотная дивизия, которой передали технику и оружие XXIX Русского Корпуса.
С заключением Брест-Литовского мира, польские корпуса Русской армии оказались на территории занятой австрийцами и немцам. Протестуя на создание в Галичине Украинской республики, в феврале 1918 года, бригада польских легионов, сражавшихся на стороне Австро-Венгрии, прошла через линию фронта и соединилась со 2-м Польским корпусом, в Бессарабии. 2-й Польский корпус пошел на соединение с 1-м Польским корпусом, в районе Бобруйска, но в близи Канева он был окружен немцами, и после боя 11 мая 1918 года сложил оружие перед ними.

## Состав
- Командование 2-го Польского корпуса
- 4-я дивизия польских стрелков
- 5-я дивизия польских стрелков[пол.]
- 5-й полк заславских уланов[пол.]
- 6-й полк каневских уланов[пол.]
- 4-я бригада артиллерии[пол.]
- 2-й польский инженерный полк[пол.]
- вспомогательные подразделения

В состав корпуса также вошли солдаты II Бригады польских Легионов под командованием Юзефа Халлера.
8 марта 1918 года корпус насчитывал свыше 7 000 солдат, 1 500 из них солдаты II Бригады польских Легионов.

## Командование 2-го Польского корпуса

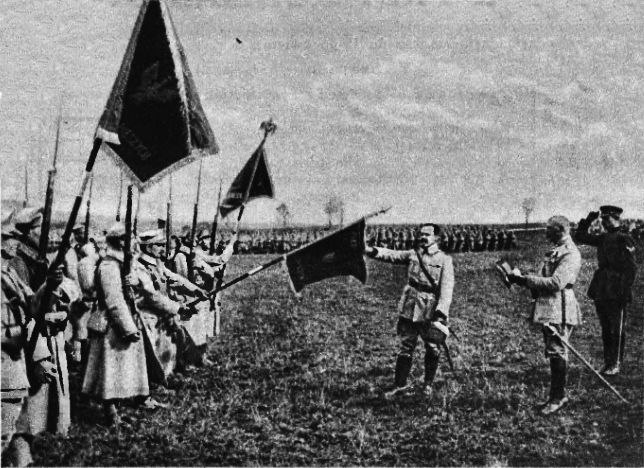
Генерал Юзеф Халлер, в центре

Звездочка после имени означает, что офицер был награжден Крестом Храбрых за доблесть и мужество, проявленное в Битве под Каневом.
- Командир корпуса
  - генерал Сильвестр Станкевич (с января 1918 года и до 25 февраля 1918 года (28 марта 1918 года был смещен Советом Второго польского корпуса с должности командира[2])), а ранее 25 августа 1917 года был произведён в генерал-лейтенанты с назначением командиром 2-го армейского корпуса;
  - генерал Владислав Глясс (25 — 28 февраля 1918)
  - бригадный генерал Юзеф Халлер (от 28 февраля 1918)
- Начальник штаба
  - подполковник Станислав-Сергей Довойно-Соллогуб[пол.]
  - полковник Михал Лыжвиньский (от 28 февраля 1918)
- Начальник отделения управления — майор Владислав Гняды-Тржецеский[пол.] (погиб 15 мая 1918)
- Начальник отдела разведки — майор Трояновский
- Начальник канцелярии — капитан Тадеуш Малиновский[пол.]
- Штабной офицер для поручений — полковник Евгениуш Погожельский[пол.][3] *
- Штабной офицер для поручений — полковник Эдмунд Кржижановский[пол.] *
- Старший офицер-ветеринар — полковник Штефан Подлевский *
- Корпусной офицер-ветеринар — полковник Владислав Сулевский *
- Судья-следователь — полковник Альфонс Бабич[пол.] *
- Санитарный начальник — полковник доктор Штефан Раймунд Войцех Милодровский *
- Полевая стража — капитан Болеслав Греффнер[пол.] *